# Aquilaria urdanetensis
Aquilaria urdanetensis är en tibastväxtart som beskrevs av H. Hallier. Aquilaria urdanetensis ingår i släktet Aquilaria och familjen tibastväxter. Inga underarter finns listade i Catalogue of Life.